# Анджей Олеховський
Анджей Маріан Олеховський (пол. Andrzej Marian Olechowski; нар. 9 вересня 1947, Краків) — польський економіст і політичний діяч, заступник державного секретаря Міністерства зовнішньоекономічного співробітництва (1991—1992), міністр фінансів в уряді Яна Ольшевського (1992), міністр закордонних справ в уряді Вальдемара Павлака (1993—1995). Лідер Незалежного блоку підтримки реформ, співзасновник Громадянської платформи разом з Мачеєм Плажинським та Дональдом Туском. Кандидат у Президенти Республіки Польща у 2000 та 2010 роках.

## Біографія
Закінчив Центральну школу планування та статистики у Варшаві, здобув кваліфікацію економіста, в 1979 році здобув ступінь доктора економічних наук.
У 1973 році та з 1982 по 1984 рік працював у Конференції ООН з торгівлі та розвитку у Женеві. У 1978—1982 роках він був завідувачем відділу аналізу та прогнозування в Інституті зовнішньої торгівлі та цін. В 1985—1987 роках був співробітником Світового банку.
У 1987 році він повернувся працювати в Польщу та обійняв посаду директора департаменту у Міністерстві зовнішньоекономічного співробітництва. У 1989 році він взяв участь у Круглому столі з урядової сторони. У 1989—1991 роках був першим заступником президента Національного банку Польщі.
З 1991 по 1992 рік був заступником державного секретаря Міністерства зовнішньоекономічного співробітництва. 28 лютого 1992 року він був призначений на посаду міністра фінансів в уряді Яна Ольшевського за підтримки Леха Валенси. 7 травня 1992 року подав у відставку. Його ім'я було на так званому Списку Мацеревича. Згодом була підтверджено, що Олеховський був таємним агентом зовнішньої розвідки в комуністичній Польщі.
З 1993 по 1995 рік обіймав посаду міністра закордонних справ Польщі в уряді Вальдемара Павлака.
У 2000 році повернувся до політичної діяльності. Як незалежний кандидат, брав участь у президентських виборах. У першому турі зайняв друге місце за підтримки 17,3 % виборців. У другому турі програв Олександру Квашнєвському.
У січні 2001 року був співзасновником політичного руху під назвою «Громадянська платформа» з Мачеєм Плажинським та Дональдом Туском.
У 2002 році взяв участь у виборах на пост мера Варшави від Громадянської платформи, набрав 13,47 % голосів і зайняв третє місце.
У 2009 році залишив Громадянську платформу. Кандидат на президентських виборах 2010 року, отримав 1,44 % голосів.
Входить в керівництво багатьох міжнародних корпорацій, наприклад таких як «Goldman Sachs» і «Citibank».

## Нагороди
- офіцерський хрест ордену Відродження Польщі (2011)[11];

У 2000 році був нагороджений премією Кісіеля. Того ж року також був удостоєний звання «Людина року» тижневиком «Wprost».